# هارون ناي
هارون ناي (9 نوفمبر 1978 في أستراليا - ) (بالإنجليزية: Aaron Nye)‏ هو لاعب كريكت أسترالي. لعب مع فريق كوينسلاند للكريكت ‏.

## وصلات خارجية
- هارون ناي على موقع إي آس بي آن كريك إنفو (الإنجليزية)